# Parlamentsvalet i Polen 2015
Parlamentsvalet i Polen 2015 bestod av två val, till senaten och sejmen. Parlamentsvalet genomfördes den 25 oktober 2015. 